# Balinac, Srbija
Balinac (izvirno srbsko Балинац) je naselje v Srbiji, ki upravno spada pod Občino Knjaževac; slednja pa je del Zaječarskega upravnega okraja.

## Demografija
V naselju, katerega izvirno (srbsko-cirilično) ime je Балинац, živi 36 polnoletnih prebivalcev, pri čemer je njihova povprečna starost 63,5 let (66,9 pri moških in 59,6 pri ženskah). Naselje ima 18 gospodinjstev, pri čemer je povprečno število članov na gospodinjstvo 2,11.
To naselje je, glede na rezultate popisa iz leta 2002, večinoma srbsko.
|  |

| Demografija | Demografija     | Demografija     |
| Leto        | Št. prebivalcev | Št. prebivalcev |
| ----------- | --------------- | --------------- |
|             |                 |                 |
|             |                 |                 |
|             |                 |                 |
|             |                 |                 |
| 1948        | 556             |                 |
| 1953        | 493             |                 |
| 1961        | 400             |                 |
| 1971        | 287             |                 |
| 1981        | 126             |                 |
| 1991        | 61              | 61              |
| 2002        | 39              | 38              |
|             |                 |                 |

| Etnična sestava po popisu iz leta 2002 | Etnična sestava po popisu iz leta 2002 | Etnična sestava po popisu iz leta 2002 | Etnična sestava po popisu iz leta 2002 | Etnična sestava po popisu iz leta 2002 |
| -------------------------------------- | -------------------------------------- | -------------------------------------- | -------------------------------------- | -------------------------------------- |
| Srbi                                   | Srbi                                   |                                        | 37                                     | 97,36%                                 |
| Neznano                                | Neznano                                |                                        | 0                                      | 0,0%                                   |